# Chałupki (powiat niżański)
Chałupki – wieś w Polsce, położona w województwie podkarpackim, w powiecie niżańskim, w gminie Rudnik nad Sanem
W latach 1975–1998 wieś administracyjnie należała do województwa tarnobrzeskiego. Do końca 2024 roku była przysiółkiem wsi Kopki.
Wierni Kościoła rzymskokatolickiego należą do Parafii Trójcy Przenajświętszej w Rudniku nad Sanem.